# Луций Мумий Нигер Квинт Валерий Вегет Северин Кавцидий Тертул
Луций Мумий Нигер Квинт Валерий Вегет Северин Кавцидий Тертул (на латински: Lucius Mummius Niger Quintus Valerius Vegetus) e политик и сенатор на Римската империя през края на 1 и началото на 2 век.
През 112 г. той е суфектконсул заедно с Гней Пинарий Корнелий Север.